# Sture Borgedahl
Nils Fredrik Sture Borgedahl, född 27 januari 1917 i Stockholm, död 9 maj 2007 i Täby, var en svensk musikförläggare.
Borgedahl började på Nordiska Musikförlaget 1938, där han ägnade sig åt notutgivning och arbetade med artister som Charlie Norman, Lars Gullin och Gnesta-Kalle. I början av 1960-talet gick han över till AB Philips-Sonora. Han ingick ett avtal med Dick James i England som gav Sonora subförlagsrättigheterna till The Beatles låtar i Norden. Tillsammans deras producent George Martin startade han 1969 Air Music Scandinavia AB, sedermera Air Chrysalis Scandinavia, i vars styrelse han kvarstod fram till sin död. Han var vid sin död den ende hedersmedlemmen i Svenska Musikförläggareföreningen (SMFF).
Han skrev även flera sångtexter och översättningar tillsammans med Evald Nelldahl under den gemensamma pseudonymen Evald Helmer, bland annat den svenska texten till Nidälven.